# Jeffrey Blitz
Jeffrey Blitz é um cineasta norte-americano, produtor e argumentista de Bergen County, Nova Jersey.
Foi indicado ao Oscar pelo seu documentário de 2002, ganhou o prémio de Director Dramático no Festival de Sundance pelo filme de 2007, Rocket Science.
Em 2009 Blitz ganhou um Emmy de Melhor Director de Série Cómica, com o episódio "Street Relief" da série televisiva Office.
Obteve o bacharelato em Artes em 1990 e o mestrado em 1991 na Universidade Johns Hopkins. Em 1997, graduou-se na University of Southern California School of Cinematic Arts.

## Filmografia
- The Office ("The Negotiation, "The Convict", "Chair Model", "Business Ethics" e "Stress Relief") (2006—2009)
- Rocket Science (2007)
- Spellbound (2002)